# Louis Philippe de Gaujal-Saint-Maur
Louis Philippe de Gaujal-Saint-Maur est un homme politique français né le 20 avril 1782 à Millau (Aveyron) et mort le 18 mars 1850 à Millau.

## Biographie
Propriétaire, maire de Millau, conseiller général, il est député de l'Aveyron de 1841 à 1848, siégeant dans la majorité soutenant les ministères de la Monarchie de Juillet.

## Sources
- « Louis Philippe de Gaujal-Saint-Maur », dans Adolphe Robert et Gaston Cougny, Dictionnaire des parlementaires français, Edgar Bourloton, 1889-1891 [détail de l’édition]